# 過載

## 簡介
過載通常指的是產品超過負荷，導致產品無法正常運作或損壞。交通工具過載可能導致交通事故，電子產品過載則可能造成性能下降、發熱異常，硬體損壞，嚴重的甚至會造成走火，需透過降頻或保護機制來避免。

## 情況
- 電腦過載，大多情況指的是CPU、GPU、硬碟等等的硬體使用率過高，這可能導致性能下降或當機。
- 用電過載，指用電設備的用電量超過了電路或電器的額定容量，可能導致電線過熱、短路，甚至引發火災。[1]
- 貨物過載，指運輸工具的載貨量超過了設計的承載能力，可能導致車輛損壞、交通意外

## 其他
過載的意思可以指任何超過負荷的情況，例如工作量過大、壓力過大等等。
1. ↑  manageuser10. . 立宇生活科技. 2023-08-25  [2025-07-06] （中文（臺灣））.